# Amicum secreto admone, palam lauda
Amicum secreto admone, palam lauda (lett. "Ammonisci l'amico in segreto, lodalo pubblicamente") è una frase latina attribuita di volta in volta a Seneca o a Publilio Siro (molto probabilmente in maniera erronea), sembra invece essere opera di uno pseudo-Seneca. È giunta a noi in diverse varianti (Amicos secreto admone, palam lauda oppure Secreto admone amicos, palam lauda).
In Philologus, 1844, p. 684 la locuzione, peraltro, viene attribuita a Catone, Sentent..